# كلود كاهون
كلود كاهون (بالفرنسية: Claude Cahun)‏ (و. 1894 – 1954 م) فنان، ومُصوِّر، وكاتب، ومقاوم، ونحات، ورسام، في نانت، في ساينت هيلير، عن عمر يناهز 60 عاماً.

## التعليم
تعلم في Lycée Gabriel Guist'hau ‏حتى 1906، وتعلم في Parsons Mead School ‏
.